# Little Falls, New York
Little Falls är två intilliggande kommuner i Herkimer County, delstaten New York i USA. Namnet kommer av ett litet vattenfall i närheten. 

## Staden
Staden (city) hade en befolkning på 4 946 invånare vid 2010 års folkräkning. 

## Landskommunen
Landskommunen (town) hade en befolkning på 1 587 invånare vid 2010 års folkräkning. 